# Dragan Škrbić
Dragan Škrbić (Kúla, 1968. szeptember 29. –) Európa- és világbajnoki bronzérmes szerb kézilabdázó. Korosztályának egyik legjobb játékosa, 2000-ben a Nemzetközi Kézilabda-szövetség a világ legjobb játékosának választotta.

## Pályafutása

### Klubcsapatban
Dragan Škrbić 1988-ban kezdte pályafutását a Crvena zvezda csapatában. A belgrádi csapattal megnyerte az az 1990-1991-es jugoszláv bajnokságot. 1993-ban szerződött a Liga ASOBAL-ba, azaz a spanyol első osztályba, az Atlético Madrid csapatához. 1994-ben a Club Balonmano Alzira, egy év múlva pedig az Ademar León játékosa lett.
Az 1996-1997-es bajnoki szezon végén a liga legjobb külföldi játékosának választották. 1997-ben a német Bundesligában szereplő VfL Hameln hívására országot és bajnokságot váltott. 1998-ban a szlovén Celje Pivovarna Lasko játékosa lett, akikkel az 1998-99-es és az 1999-2000-es szezonban is megnyerte mindkét hazai klubtrófeát. 2000-ben visszatért Németországba, ezúttal a HSG Nordhornhoz. Ugyanebben az évben a Nemzetközi Kézilabda-szövetség a világ legjobb játékosának választotta. 2002-ben a Barcelona szerződtette, és itt pályafutása legeredményesebb időszaka következett. Kétszer nyert bajnoki címet és hazai kupát, és első helyen végzett a katalánokkal az EHF-kupában és a Bajnokok Ligájában is. 2008-ban fejezte be pályafutását.

### A válogatottban
Az 1996-os Európa-bajnokságon és az 1999-es, valamint a 2001-es világbajnokságon is bronzérmet szerzett a jugoszláv válogatottal. A 2000-es Sydney-i olimpián negyedikként zárt a csapattal, őt pedig a torna legjobbjának választották. A válogatottban összesen 2015 alkalommal lépett pályára.

## Sikerei, díjai
Barcelona
- Bajnokok Ligája-győztes: 2005
- Spanyol bajnok: 2003, 2006
- Spanyol kupagyőztes: 2004, 2007
- EHF Klubcsapatok Európa-bajnoksága-győztes: 2004
- Spanyol Szuperkupa-győztes: 2004, 2007
- EHF-kupa-győztes: 2003

RK Celje
- Szlovén bajnok: 1999, 2000
- Szlovén kupagyőztes: 1999, 2000

Crvena zvezda
- Jugoszláv bajnok: 1991

## További információ
- Profilja a handball.org oldalon